# Bitheca jubilata
Bitheca jubilata är en tvåvingeart som beskrevs av Marshall 1987. Bitheca jubilata ingår i släktet Bitheca och familjen hoppflugor. Inga underarter finns listade i Catalogue of Life.